# Velîka Bilka, Lanivți
Velîka Bilka (în ucraineană Велика Білка) este un sat în comuna Mala Bilka din raionul Lanivți, regiunea Ternopil, Ucraina.

## Demografie
Componența lingvistică a localității Velîka Bilka
     Ucraineană (100%)
Conform recensământului din 2001, toată populația localității Velîka Bilka era vorbitoare de ucraineană (100%).